# 자체발광 그녀
《자체발광 그녀》는 대한민국의 텔레비전 드라마이다.

## 소개
스타 PD와 배우, 막내 작가 사이의 치열한 사랑 쟁탈전을 그리는 12부작 로맨틱 코미디 드라마다.

## 등장 인물

### 주요 인물
- 소이현 : 전지현 역
- 박광현 : 노용우 역
- 김형준 : 강민 역
- 강세정 : 김꽃님 역
- 채영인 : 서연희 역

### 그 외 인물
- 최현 : 우도진 역
- 고명환 : 공 피디 역
- 승효빈 : 이유진 역

### 특별출연
- 이기우 : 아이돌 그룹 출신 가수 역 (6회)
- 박신양 : 강민 소속사 사장 역
- 양원경 : 강민 담당 기자 역